# Johann Reusch
Johann Reusch   (Bad Rodach, c. 1525 (Gregorià) - Wurzen, 27 de febrer de 1582 (Gregorià)) fou un compositor bavarès.
Va ser admès a la Universitat de Wittenberg el 1542 i va ser nomenat cantor el mateix any. Cinc anys després, es va traslladar a Meissen on fou secretari del bisbe, i allà va dirigir un cor i el 1581 es va convertir en director del monestir de Wurzen.
I publicà les seves composicions següents:
- Epitaphia Ravorum, a 4 veus (Wittenberg, 1550);
- Melodiae odarum (Leipzig, 1554).

I l'obra didàctica Elementa musicae practicae pro incipientibus (Leipzig, 1553).